# Église Sainte-Marie-Madeleine de Lincel
L'église Sainte-Marie-Madeleine est une église située à Saint-Michel-l'Observatoire, en France.

## Localisation
L'église est située sur la commune de Saint-Michel-l'Observatoire, dans le département français des Alpes-de-Haute-Provence.

## Historique
L'édifice est inscrit au titre des monuments historiques en 1988.